# El Tepamal
El Tepamal är en ort i Mexiko.   Den ligger i kommunen Pénjamo och delstaten Guanajuato, i den centrala delen av landet, 290 km väster om huvudstaden Mexico City. El Tepamal ligger 1 792 meter över havet och antalet invånare är 130.
Terrängen runt El Tepamal är platt västerut, men österut är den kuperad. Terrängen runt El Tepamal sluttar västerut. Runt El Tepamal är det ganska tätbefolkat, med 104 invånare per kvadratkilometer. Närmaste större samhälle är Pénjamo, 18,3 km norr om El Tepamal. I omgivningarna runt El Tepamal växer huvudsakligen savannskog.